# Francis Kirps
Francis Kirps (* 2. Dezember 1971 in Luxemburg) ist ein luxemburgischer Schriftsteller und Journalist, der in deutscher Sprache schreibt. 

## Leben
Kirps besuchte das Lycée Robert Schuman in der Stadt Luxemburg und das Lycée Notre-Dame de la Providence in Fénétrange. Von 1992 bis 1996 studierte er Psychologie an der Universität Straßburg. Danach war er unter anderem als Schulpsychologe, Grundschullehrer und Verleiher von Tretbooten tätig.
Während des Studiums war Kirps Mitbegründer einer Zeitung Luxemburger Studenten in Straßburg und begann dort Texte zu veröffentlichen. Ab 1998 erschienen Gedichte von ihm im Kulturmagazin Cahiers Luxembourgeois. Mit seinen Beiträgen zum Concours Littéraire National, die auch in den zugehörigen Sammelbänden erschienen, konnte er 2000 und 2001 jeweils einen zweiten Preis in den Kategorien phantastische Kurzprosa und Lyrik gewinnen.
Ab 2003 war Kirps in der Poetry-Slam-Szene aktiv und veranstaltete 2007 den ersten Poetry Slam mit internationaler Beteiligung in Luxemburg. Zusammen mit Luc Spada gründete er 2009 im Café d:qliq die erste Lesebühne Luxemburgs. Danach war er als Mitveranstalter weiterer Lesebühnen in Saarbrücken, Luxemburg und Bonn tätig.
Kirps hat zwei Kurzgeschichtenbände herausgebracht, Planet Luxemburg (2012) und Die Mutationen (2019). Kirps ist ebenso Autor des 2016 veröffentlichten Romans Die Klasse von 77. Seine Arbeiten sind in verschiedenen Sammelbänden und zeitgenössischen Kurzgeschichtensammlungen erschienen. Er schreibt für Literaturmagazine wie EXOT, dessen Mitherausgeber er war, und Zeitungen wie die taz, bei welcher er die Kolumnen der hauseigenen Satireseite „Wahrheit“ verantwortet. 2020 gewann er den Prix Servais und den Literaturpreis der Europäischen Union für Die Mutationen. 
Kirps lebt und arbeitet in Lintgen.

## Werke (Auswahl)
- Planet Luxemburg und andere komische Geschichten. Erweiterte Neuausgabe. Reiffer, Meine 2016, ISBN 978-3-945715-18-5.
- Die Klasse von 77: ein Punkrock-Roman. Reiffer, Meine 2016, ISBN 978-3-945715-77-2.
- Die Mutationen: 7 Geschichten & 1 Gedicht. Hydre Éditions, Bridel 2019, ISBN 978-2-9199541-3-1.